# Olaszország az 1972. évi téli olimpiai játékokon
Olaszország a japán Szapporóban megrendezett 1972. évi téli olimpiai játékok egyik részt vevő nemzete volt. Az országot az olimpián 9 sportágban 44 sportoló képviselte, akik összesen 5 érmet szereztek.

## Érmesek
| Érem  | Versenyző                                                             | Sportág  | Versenyszám            |
| ----- | --------------------------------------------------------------------- | -------- | ---------------------- |
| Arany | Gustav Thöni                                                          | Alpesisí | Férfi óriás-műlesiklás |
| Arany | Paul Hildgartner Walter Plaikner                                      | Szánkó   | Kettes                 |
| Ezüst | Gustav Thöni                                                          | Alpesisí | Férfi műlesiklás       |
| Ezüst | Nevio De Zordo Adriano Frassinelli Corrado Dal Fabbro Gianni Bonichon | Bob      | Férfi négyes           |
| Bronz | Roland Thöni                                                          | Alpesisí | Férfi műlesiklás       |

## Alpesisí
Férfi
| Versenyző         | Versenyszám      | Selejtező | Selejtező | Döntő    | Döntő    | Döntő    | Döntő    | Döntő      | Döntő      |
| Versenyző         | Versenyszám      | Selejtező | Selejtező | 1. futam | 1. futam | 2. futam | 2. futam | Összesítés | Összesítés |
| Versenyző         | Versenyszám      | Idő       | Hely.     | Idő      | Hely.    | Idő      | Hely.    | Idő        | Helyezés   |
| ----------------- | ---------------- | --------- | --------- | -------- | -------- | -------- | -------- | ---------- | ---------- |
| Stefano Anzi      | Lesiklás         |           |           |          |          |          |          | 1:54,15    | 11.*       |
| Giuliano Besson   | Lesiklás         |           |           |          |          |          |          | 1:54,15    | 11.*       |
| Eberardo Schmalzl | Műlesiklás       | kiemelt   | kiemelt   | 56,11    | 4.       | 54,72    | 9.       | 1:50,83    | 6.         |
| Eberardo Schmalzl | Óriás-műlesiklás |           |           | 1:34,22  | 16.      | 1:40,50  | 18.      | 3:14,72    | 13.        |
| Helmuth Schmalzl  | Óriás-műlesiklás |           |           | 1:35,72  | 21.      | 1:39,63  | 13.      | 3:15,35    | 16.        |
| Erwin Stricker    | Műlesiklás       | kizárták  | kizárták  | kizárták | kizárták | kiesett  | kiesett  | kiesett    | kiesett    |
| Gustav Thöni      | Lesiklás         |           |           |          |          |          |          | 1:54,37    | 13.        |
| Gustav Thöni      | Műlesiklás       | kiemelt   | kiemelt   | 56,69    | 8.       | 53,59    | 1.       | 1:50,28    |            |
| Gustav Thöni      | Óriás-műlesiklás |           |           | 1:32,19  | 3.       | 1:37,43  | 2.       | 3:09,62    |            |
| Roland Thöni      | Műlesiklás       | kiemelt   | kiemelt   | 56,14    | 5.       | 54,16    | 3.       | 1:50,30    |            |
| Roland Thöni      | Óriás-műlesiklás |           |           | 1:35,83  | 23.      | 1:44,90  | 30.      | 3:20,73    | 27.        |
| Marcello Varallo  | Lesiklás         |           |           |          |          |          |          | 1:53,85    | 10.        |

## Biatlon
| Versenyző                                                   | Versenyszám      | Lövőhiba | Időeredmény | Helyezés |
| ----------------------------------------------------------- | ---------------- | -------- | ----------- | -------- |
| Giovanni Astegiano                                          | 20 km egyéni     | 6        | 1:22:45,90  | 22.      |
| Willy Bertin                                                | 20 km egyéni     | 5        | 1:21:03,04  | 16.      |
| Pierantonio Clementi                                        | 20 km egyéni     | 6        | 1:25:28,74  | 31.      |
| Lino Jordan                                                 | 20 km egyéni     | 12       | 1:28:26,09  | 40.      |
| Willy Bertin Giovanni Astegiano Corrado Varesco Lino Jordan | 4 × 7,5 km váltó | 6        | 1:59:47,62  | 10.      |

## Bob
| Versenyző                                                             | Versenyszám | 1. futam | 1. futam | 2. futam | 2. futam | 3. futam | 3. futam | 4. futam | 4. futam | Összesítés | Összesítés |
| Versenyző                                                             | Versenyszám | Idő      | Hely.    | Idő      | Hely.    | Idő      | Hely.    | Idő      | Hely.    | Idő        | Helyezés   |
| --------------------------------------------------------------------- | ----------- | -------- | -------- | -------- | -------- | -------- | -------- | -------- | -------- | ---------- | ---------- |
| Gianfranco Gaspari Mario Armano                                       | Kettes      | 1:15,62  | 3.       | 1:16,52  | 7.       | 1:13,71  | 2.       | 1:14,60  | 7.       | 5:00,45    | 4.         |
| Enzo Vicario Corrado Dal Fabbro                                       | Kettes      | 1:17,20  | 12.      | 1:16,77  | 9.       | 1:14,23  | 5.       | 1:15,46  | 14.      | 5:03,66    | 10.        |
| Nevio De Zordo Adriano Frassinelli Corrado Dal Fabbro Gianni Bonichon | Négyes      | 1:11,39  | 5.       | 1:11,33  | 1.       | 1:10,19  | 2.       | 1:10,92  | 4.       | 4:43,83    |            |
| Gianfranco Gaspari Roberto Zandonella Mario Armano Luciano De Paolis  | Négyes      | 1:11,89  | 10.      | 1:12,49  | 12.*     | 1:11,11  | 8.*      | 1:11,24  | 6.       | 4:46,73    | 8.         |

* - egy másik csapattal azonos eredményt ért el

## Északi összetett
| Versenyző       | Síugrás | Síugrás | Sífutás | Sífutás | Sífutás | Összesítés | Összesítés |
| Versenyző       | Pont    | Hely.   | Idő     | Pont    | Hely.   | Pont       | Helyezés   |
| --------------- | ------- | ------- | ------- | ------- | ------- | ---------- | ---------- |
| Ezio Damolin    | 175,2   | 21.     | 50:58,1 | 197,020 | 13.     | 372,220    | 16.        |
| Fabio Morandini | 141,5   | 36.     | 50:43,7 | 199,180 | 11.     | 340,680    | 30.        |

## Gyorskorcsolya
Férfi
| Versenyző        | Versenyszám | Eredmény | Helyezés |
| ---------------- | ----------- | -------- | -------- |
| Giancarlo Gloder | 1500 m      | 2:14,07  | 27.      |
| Giancarlo Gloder | 5000 m      | 7:55,77  | 15.      |
| Giancarlo Gloder | 10 000 m    | 16:21,42 | 17.      |
| Bruno Toniolli   | 500 m       | 42,67    | 25.*     |
| Bruno Toniolli   | 1500 m      | 2:10,24  | 18.      |
| Bruno Toniolli   | 5000 m      | 7:57,30  | 17.      |
| Bruno Toniolli   | 10 000 m    | 16:14,52 | 16.      |

* - egy másik versenyzővel azonos eredményt ért el

## Műkorcsolya
| Versenyző      | Versenyszám | Kötelező elemek   | Kötelező elemek | Kűr               | Kűr   | Összesítés                     | Összesítés                     | Összesítés                     | Összesítés                     | Összesítés                     | Összesítés                     | Összesítés                     | Összesítés                     | Összesítés                     | Összesítés        | Összesítés        | Összesítés  | Összesítés | Összesítés |
| Versenyző      | Versenyszám | Kötelező elemek   | Kötelező elemek | Kűr               | Kűr   | Helyezési pontszámok bírónként | Helyezési pontszámok bírónként | Helyezési pontszámok bírónként | Helyezési pontszámok bírónként | Helyezési pontszámok bírónként | Helyezési pontszámok bírónként | Helyezési pontszámok bírónként | Helyezési pontszámok bírónként | Helyezési pontszámok bírónként | Több. hely. száma | Több. hely. össz. | Hely. össz. | Pont       | Helyezés   |
| Versenyző      | Versenyszám | Több. hely. száma | Hely.           | Több. hely. száma | Hely. | 1                              | 2                              | 3                              | 4                              | 5                              | 6                              | 7                              | 8                              | 9                              | Több. hely. száma | Több. hely. össz. | Hely. össz. | Pont       | Helyezés   |
| -------------- | ----------- | ----------------- | --------------- | ----------------- | ----- | ------------------------------ | ------------------------------ | ------------------------------ | ------------------------------ | ------------------------------ | ------------------------------ | ------------------------------ | ------------------------------ | ------------------------------ | ----------------- | ----------------- | ----------- | ---------- | ---------- |
| Rita Trapanese | Női egyéni  | 5×5+              | 6.              | 6×6+              | 6.    | 5,0                            | 7,0                            | 7,0                            | 6,0                            | 5,0                            | 6,0                            | 6,0                            | 8,0                            | 5,0                            | 6×6+              | 33,0              | 55,0        | 2574,8     | 7.         |

## Sífutás
Férfi
| Versenyző                                                 | Versenyszám     | Eredmény      | Helyezés      |
| --------------------------------------------------------- | --------------- | ------------- | ------------- |
| Tonio Biondini                                            | 15 km           | 48:10,09      | 27.           |
| Tonio Biondini                                            | 50 km           | 2:54:28,39    | 25.           |
| Elviro Blanc                                              | 30 km           | 1:41:44,32    | 20.           |
| Elviro Blanc                                              | 50 km           | 2:51:25,19    | 21.           |
| Renzo Chiocchetti                                         | 30 km           | 1:44:35,03    | 32.           |
| Carlo Favre                                               | 15 km           | 47:59,07      | 24.           |
| Ulrico Kostner                                            | 30 km           | 1:42:44,06    | 24.           |
| Ulrico Kostner                                            | 50 km           | nem ért célba | nem ért célba |
| Attilio Lombard                                           | 30 km           | 1:45:03,72    | 36.           |
| Attilio Lombard                                           | 50 km           | 2:51:39,65    | 22.           |
| Franco Nones                                              | 15 km           | 49:35,43      | 40.           |
| Gianfranco Stella                                         | 15 km           | 48:17,14      | 28.           |
| Carlo Favre Elviro Blanc Renzo Chiocchetti Ulrico Kostner | 4 × 10 km váltó | 2:12:07,11    | 9.            |

## Síugrás
| Versenyző    | Versenyszám | 1. ugrás | 1. ugrás | 1. ugrás | 2. ugrás | 2. ugrás | 2. ugrás | Összesítés | Összesítés |
| Versenyző    | Versenyszám | Távolság | Pont     | Hely.    | Távolság | Pont     | Hely.    | Pont       | Helyezés   |
| ------------ | ----------- | -------- | -------- | -------- | -------- | -------- | -------- | ---------- | ---------- |
| Ezio Damolin | Normálsánc  | 68,0     | 87,0     | 55.      | 62,5     | 75,7     | 55.      | 162,7      | 55.        |

## Szánkó
| Versenyző                        | Versenyszám | 1. futam | 1. futam | 2. futam | 2. futam | 3. futam | 3. futam | 4. futam      | 4. futam      | Összesítés | Összesítés |
| Versenyző                        | Versenyszám | Idő      | Hely.    | Idő      | Hely.    | Idő      | Hely.    | Idő           | Hely.         | Idő        | Helyezés   |
| -------------------------------- | ----------- | -------- | -------- | -------- | -------- | -------- | -------- | ------------- | ------------- | ---------- | ---------- |
| Leo Atzwanger                    | Férfi egyes | 54,41    | 21.      | 54,32    | 23.      | 53,38    | 23.      | 53,22         | 20.           | 3:35,33    | 21.        |
| Karl Brunner                     | Férfi egyes | 53,14    | 9.       | 53,26    | 11.      | 52,28    | 10.      | 52,19         | 9.*           | 3:30,87    | 9.         |
| Paul Hildgartner                 | Férfi egyes | 53,66    | 12.      | 52,76    | 6.       | 51,94    | 5.       | 52,19         | 9.*           | 3:30,55    | 8.         |
| Emilio Lechner                   | Férfi egyes | 53,59    | 11.      | 53,49    | 13.      | 52,20    | 8.       | 52,13         | 8.            | 3:31,41    | 11.        |
| Erika Außendorfer-Lechner        | Női egyes   | 48,76    | 21.      | 49,39    | 21.      | 50,51    | 21.      | nem ért célba | nem ért célba | kiesett    | kiesett    |
| Sarah Felder                     | Női egyes   | 45,90    | 8.       | 45,93    | 6.       | 45,99    | 12.*     | 45,08         | 8.            | 3:02,90    | 8.         |
| Paul Hildgartner Walter Plaikner | Kettes      | 44,21    | 1.       | 44,14    | 2.       |          |          |               |               | 1:28,35    | *          |
| Sigisfredo Mair Ernesto Mair     | Kettes      | 45,22    | 8.       | 45,04    | 8.       |          |          |               |               | 1:30,26    | 8.         |

* - egy másik versenyzővel azonos eredményt ért el